# Salvatore Pes, marchese di Villamarina
Salvatore Raimondo Gianluigi Pes, marchese di Villamarina e barone dell’Isola Piana, noto come marchese di Villamarina o semplicemente come Villamarina (Cagliari, 11 agosto 1808 – Torino, 14 maggio 1877), è stato un diplomatico e politico italiano, del Regno di Sardegna.

## Biografia
Fu ambasciatore a Firenze (Granducato di Toscana) dal 1848 al 1852, a Parigi (Secondo Impero francese) dal 1853 al 1859 e a Napoli (Regno delle Due Sicilie) dal 1860 al 1861.
A Firenze contribuì alla decisione di Leopoldo II di Toscana di entrare nella prima guerra di indipendenza a fianco dello Stato sabaudo. Tuttavia, dopo i moti mazziniani in Toscana, non riuscì ad evitare la fuga dello stesso Leopoldo nel Regno delle due Sicilie.
Nel 1856 partecipò con Cavour al Congresso di Parigi e, unico rappresentante del Regno di Sardegna, alle conferenze di approfondimento successive.
Ambasciatore a Napoli nel 1860, scoraggiò la decisione di Cavour di far scoppiare un moto filopiemontese in città che evitasse la presa di potere di Garibaldi. Successivamente, contravvenendo alle disposizioni di Cavour di mantenersi neutrale fra borbonici e garibaldini, concesse a questi ultimi un reparto piemontese per la Battaglia del Volturno. Avvicinò, così facendo, Garibaldi al Piemonte favorendo il processo di unificazione nazionale.

### Giovinezza ed educazione
Salvatore Pes di Villamarina era figlio di Emanuele, generale, ministro e consigliere di Carlo Alberto, e di Teresa Sanjust di San Lorenzo. A otto anni si trasferì con i genitori da Cagliari a Torino, dove frequentò il collegio dei Gesuiti. Nel 1828 si laureò in Giurisprudenza (diritto civile e diritto canonico) ed esercitò la professione per un paio d'anni.
Dal 1830 al 1832 frequentò come apprendista volontario il Ministero degli Esteri e, entrato nell'esercito, conseguì prima il grado di sottotenente nella brigata Casale e poi, nel 1838, quello di tenente nel reggimento Aosta Cavalleria.
Collaborò con il padre presso il Ministero della Guerra fino al 1844, anno in cui fu nominato Segretario del Consiglio dei ministri. Gli fu riconosciuto il grado di maggiore e, quando il padre si ritirò, fu nominato Consigliere di legazione.
Sposò Melania Taparelli dei Conti d'Azeglio, figlia del senatore Roberto e, successivamente, Caterina Boyl dei Marchesi di Putifigari, figlia del Luogotenente Generale Marchese Vittorio e sorella del senatore Gioacchino Boyl di Putifigari da cui non ebbe prole. Ebbe due figli dalle prime nozze: Emanuele, che intraprese la carriera diplomatica e sposò Paola Rignon; e Isabella, che sposò il marchese Emanuele Thaon di Revel e St. Andrea.

### Ambasciatore a Firenze (1848-1852)
In previsione della guerra contro l’Austria, nel 1848, Villamarina chiese di poter partire con l'esercito, ma re Carlo Alberto che lo aveva già utilizzato per incarichi a Parigi, Berlino e Milano, lo nominò Incaricato d’affari e lo inviò a Firenze. Di lì a poco lo avrebbe anche promosso colonnello. Scopo della missione in Toscana che iniziò il 23 maggio 1848: convincere il granduca Leopoldo II ad appoggiare la causa sabauda.
Pure accolto con entusiasmo a Livorno dove fu accolto quale portatore di idee liberali, Villamarina, non avendo ancora fornito le credenziali al Granduca, invitò la folla all'ordine e alla calma. Altre manifestazioni di entusiasmo si verificarono lungo la strada per Firenze raggiunta la quale il Marchese vi trovò un ambiente di corte prevalentemente filoaustriaco. Al guardingo Leopoldo e alla seconda moglie di suo padre, la conservatrice Maria Ferdinanda di Sassonia, si aggiungeva la cattolicissima moglie del Granduca, Maria Antonia, sorella di Ferdinando II di Borbone.
Nonostante il difficile contesto, Villamarina operò efficacemente e, dopo aver promesso a Leopoldo compensi in caso di sconfitta dell'Austria, ottenne l'intervento toscano a favore del Regno di Sardegna. Finita tragicamente per gli italiani la prima guerra di indipendenza, Leopoldo all'inizio del 1849, dovette affrontare i moti rivoluzionari mazziniani. A Firenze tutte le ambasciate furono prese d'assalto tranne quella inglese e quella del Regno di Sardegna, che Villamarina dichiarò di voler difendere con le armi se fosse stato necessario.
Riparato il Granduca a Porto Santo Stefano, rimase indeciso se prendere o meno la via di Gaeta (in territorio borbonico, dove si era rifugiato anche Pio IX). Da Torino Villamarina ebbe l'incarico di trattenerlo in Toscana o, in alternativa, di condurlo in Piemonte. Se infatti Leopoldo avesse abbandonato la patria per una nazione conservatrice, vi ci sarebbe tornato con gli austriaci.

#### Lo scontro con Leopoldo II

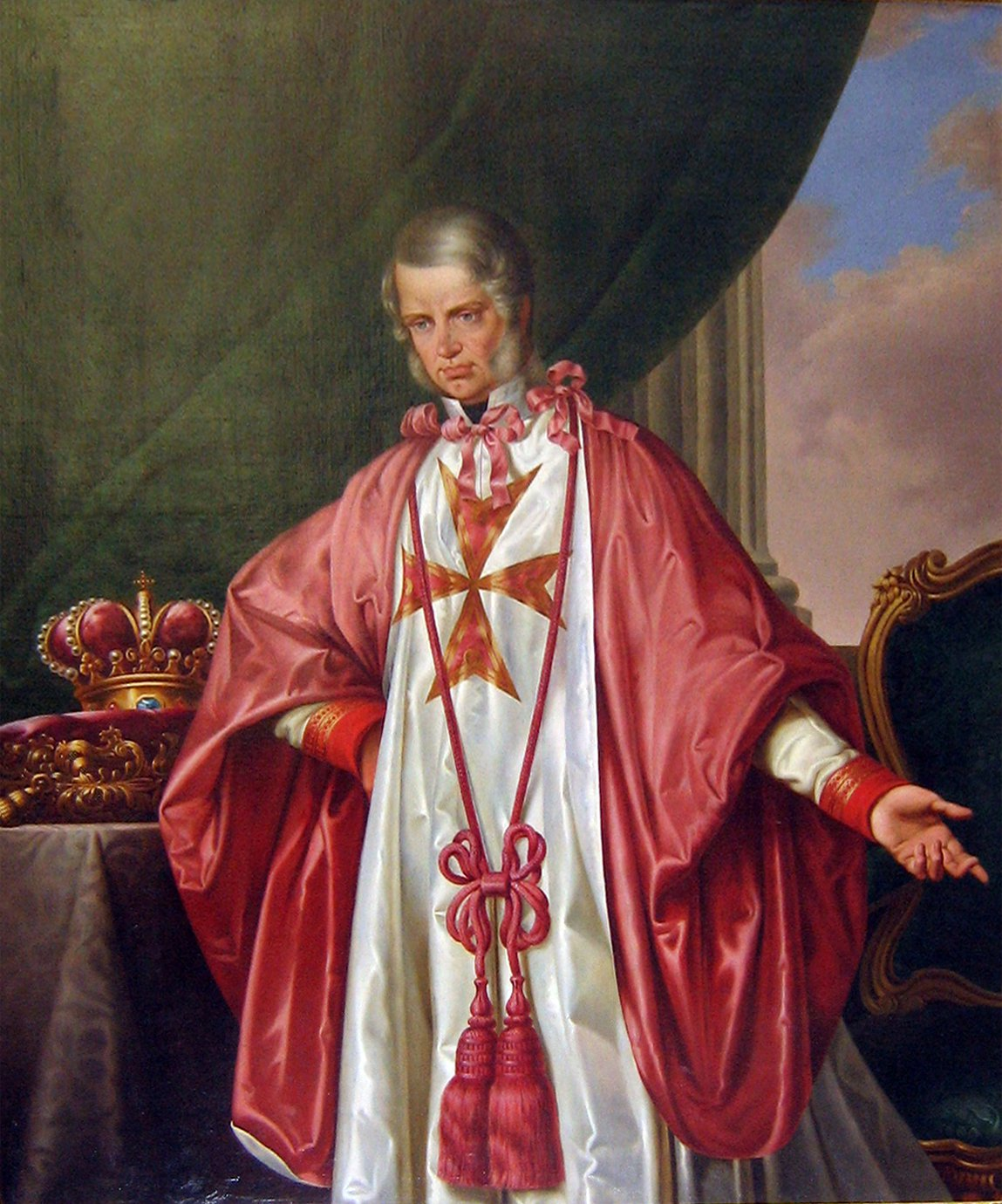
Leopoldo II di Toscana, influenzato da Villamarina, intervenne nella prima guerra di indipendenza a fianco del Piemonte.

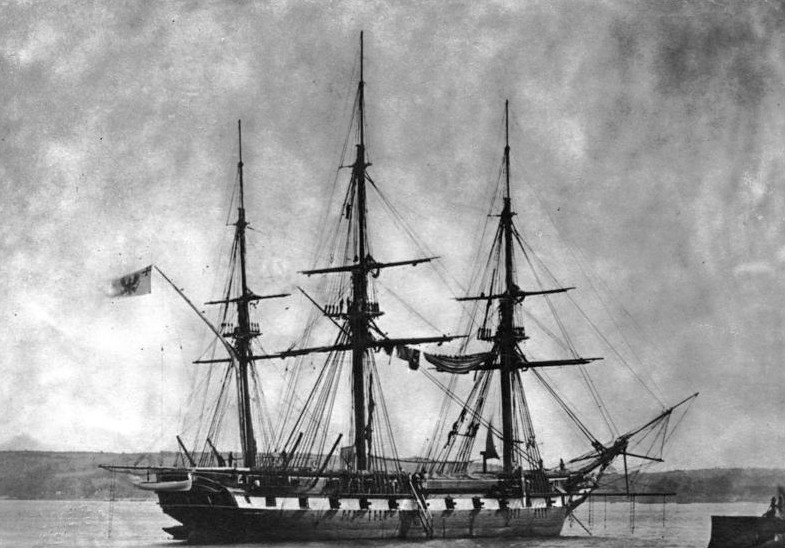
La fregata inglese Thetis, che Villamarina bloccò per evitare la fuga di Leopoldo a Gaeta.

Per contrastare le misure austriache, lo stesso febbraio 1849, Villamarina (nonostante il 9 gennaio la sua carica fosse decaduta per il susseguirsi degli eventi rivoluzionari) con gli ambasciatori di Prussia, Svezia e Spagna e con il nunzio apostolico, decise di raggiungere Leopoldo a Porto Santo Stefano. Il Granduca accolse con gratitudine l'offerta di Carlo Alberto che gli prometteva l'appoggio militare per il ritorno al soglio del granducato.
Qualche ora dopo dello stesso giorno di febbraio, però, influenzato dalla corte, Leopoldo cambiò idea e fece richiamare Villamarina al quale comunicò che sarebbe partito per Gaeta. Seguì una disputa fra i due nella quale Leopoldo supplicava Villamarina di partire per disdire l'impegno e fermare le truppe piemontesi nel caso si fossero già messe in marcia, e Villamarina che invece si rifiutava di lasciare Porto Santo Stefano.
Diffusasi la notizia della costituzione della repubblica a Firenze, Leopoldo riconvocò il corpo diplomatico e argomentò che a questo punto non c'era più nulla da fare. Villamarina invano gli ricordò che anche la Gran Bretagna e la Francia erano d'accordo con la soluzione piemontese; poi, sapendo che la fregata britannica Thetis era stata predisposta per accogliere Leopoldo e la sua famiglia, ne contattò il capitano Henry Codrington (1808-1877) e si mise d'accordo per non far imbarcare il Granduca se avesse voluto condursi altrove che a La Spezia.
Nell'impossibilità di salire sulla Thetis, Leopoldo e il suo seguito non esitarono ad imbarcarsi sulla più modesta Bouldog predisposta per i servitori e i bagagli. Si era al 20 febbraio 1849. Villamarina non si diede per vinto e, sulla Bouldog, fece l'ultimo tentativo: argomentò che c'erano ancora le truppe lealiste del generale De Laugier il quale avrebbe potuto prendere il comando anche di quelle piemontesi e riconquistare Firenze. La famiglia di Leopoldo, intanto, sarebbe riparata a Gaeta e lui, a cose fatte, da Porto Santo Stefano sarebbe agevolmente rientrato a Palazzo Pitti. Il Granduca accettò.
Quando però Villamarina con il resto del corpo diplomatico si ripresentò da Leopoldo per fargli prendere visione della nota preparata, questi, ancora una volta influenzato dalla corte, aveva cambiato idea. Adducendo timori di perdere il trono e la vita, confessò di aver deciso definitivamente per Gaeta. A nulla valsero le ragioni degli ambasciatori di Svezia e Prussia e l'indignazione di Villamarina. Il quale, di fronte alla motivazione del Granduca di non avere un governo a disposizione per la controfirma delle sue decisioni, propose di nominare un generale del seguito ministro della Guerra, costituire così un governo fittizio, e ottemperare alle forme costituzionali. Leopoldo perse completamente la calma e dopo nuove rimostranze degli ambasciatori congedò tutto il corpo diplomatico. Dopo di che partì per Gaeta.

#### La restaurazione
Partito a sua volta per la Liguria, Villamarina, da Varignano, il 22 febbraio 1849 inviò una relazione a Torino sulla faccenda di Leopoldo II e, dopo la sconfitta piemontese nella prima guerra di indipendenza e l'invasione austriaca della Toscana, in previsione della restaurazione di Leopoldo, chiese di lasciare definitivamente Firenze. Il nuovo re Vittorio Emanuele II chiese a Villamarina, invece, di rimanere al suo posto, a significare che il Piemonte, pur vinto, non rinunciava a quei principi e a quella politica per i quali era sceso in guerra.
Villamarina acconsentì a rimanere e, come previsto dall'etichetta in questi casi, dovette andare fino a Lucca a ricevere Leopoldo che, con l'aiuto austriaco, il 28 luglio 1849, rientrò a Palazzo Pitti. Villamarina rimase a Firenze come ambasciatore del Piemonte fino al 31 dicembre 1852 mantenendo sempre un atteggiamento risoluto nei confronti dell'invasore austriaco e del Granduca. Neppure quattro mesi dopo il termine del suo incarico il Marchese ricevette la Croce di Grande ufficiale dei SS. Maurizio e Lazzaro.

### Ambasciatore a Parigi (1853-1859)
Le benemerenze raccolte in Toscana da Villamarina spinsero, tra la fine di agosto e l'ottobre del 1852, il Presidente del Consiglio Massimo d'Azeglio a destinare il Marchese alla delicata sede di Francia; paese nel quale il 2 dicembre 1851 Napoleone III aveva assunto poteri dittatoriali. Precedentemente peggiorate, dopo pochi mesi dall'avvento di Villamarina all'ambasciata di Parigi, le relazioni fra Piemonte e Francia migliorarono e Cavour, succeduto a D'Azeglio, attribuì al Marchese il merito dei progressi fatti.
La capacità diplomatica di Villamarina venne sfruttata anche a scopi interni quando, durante la crisi generata dalla legge sui conventi, Vittorio Emanuele II richiamò momentaneamente il Marchese da Parigi affinché, con Giacomo Durando, lo aiutasse a comporre il nuovo governo che si formò, poi, il 4 maggio 1855.

#### Il Congresso di Parigi

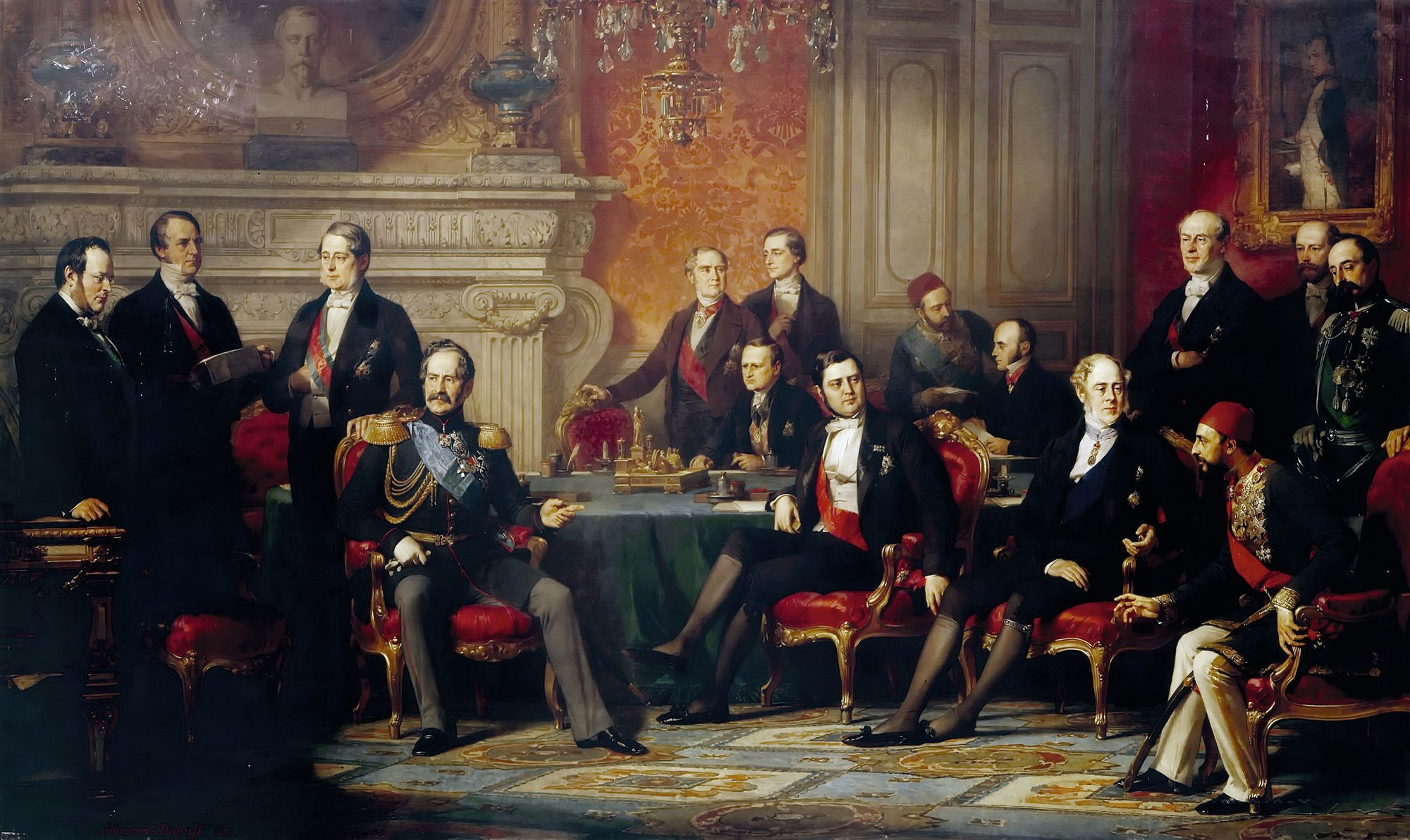
Il Congresso di Parigi del 1856. Fra i delegati sono ritratti Cavour (primo a sinistra) e Villamarina, ultimo a destra.

Scoppiata nel 1853 fra Russia e Impero ottomano, nel 1854 la Guerra di Crimea assunse proporzioni più ampie con l'intervento di Francia e Gran Bretagna a favore dell'Impero ottomano. Cavour e Villamarina furono tra gli uomini politici più determinati a far entrare nel conflitto il Regno di Sardegna contro la Russia.
In questa occasione Villamarina a Parigi si spese per valorizzare l'intervento piemontese al fianco della Francia ottenendo, nello stesso tempo, le condizioni richieste dal governo di Torino. Il suo lavoro contribuì alla conclusione del trattato che prevedeva l'entrata del Regno di Sardegna nell'alleanza anglo-francese e nella Guerra di Crimea (Torino 26 gennaio 1855). Per il suo lavoro a favore dell'intervento, Villamarina ricevette dall'imperatore Napoleone III il Gran Cordone della Legione d’onore.
La guerra ebbe esito positivo e, grazie anche al lavoro di Villamarina, il Piemonte ottenne di partecipare al successivo Congresso di Parigi, unica piccola nazione fra grandi potenze. Angosciato e incerto, Cavour nella capitale francese trovò nel Marchese un esperto del campo diplomatico che si prospettava loro davanti e un uomo che seppe incoraggiarlo e sostenerlo, tanto che il Conte, partito con l'intenzione di concludere la sua vita politica dopo quella esperienza, esclamò poi: «Villamarina mi ridà la vita!».
Al congresso, presente l'Austria, il Piemonte non ottenne alcun vantaggio materiale ma gli fu riconosciuto da Francia e Gran Bretagna il ruolo di nazione guida in Italia degli ideali di libertà e di indipendenza. La cosiddetta "Questione italiana" veniva posta per la prima volta all'attenzione dell'Europa. Dopo un mese dalla conclusione del congresso, nel maggio del 1856, Vittorio Emanuele II nominò Villamarina Senatore del Regno.

#### I rapporti con la Francia
Il Congresso di Parigi lasciò numerose questioni specifiche aperte e due conferenze si riunirono nella capitale francese per dirimerle, una nel 1857 e l'altra nel 1858. Vi parteciparono tutte le nazioni del congresso del 1856. Unico delegato del Regno di Sardegna fu il marchese di Villamarina.
Inizialmente Villamarina mantenne una neutralità che soddisfò Napoleone III e che diede il suo contributo a sciogliere le questioni della libera navigazione del Danubio e del Mar Nero, e i nuovi confini della Bessarabia. Nel 1858, la seconda conferenza trattò il nuovo assetto dei Principati danubiani. In questa sede Villamarina sostenne la causa francese della loro unione, senza tuttavia entrare in conflitto con la Gran Bretagna che appoggiava la causa opposta. Abilità riconosciuta da Cavour con una lettera del 20 giugno 1858.
L'amicizia fra Torino e Parigi, così rafforzata, portò nel 1859 prima all'alleanza sardo-francese e poi alla seconda guerra di indipendenza che si concluse con l'armistizio di Villafranca. Il Marchese condivise le sorti di Cavour sulla decisione francese di interrompere le ostilità con l'Austria lasciandole il Veneto e, dopo un diverbio con il ministro degli Esteri francese Walewski, diede le dimissioni a ottobre, ma lasciò l'incarico ufficialmente solo il 28 marzo 1860.

### Luogotenente in Lombardia (1859-1860)
Annessa la Lombardia dopo la Pace di Zurigo del novembre 1859, il Presidente del Consiglio Rattazzi decise di nominare Villamarina luogotenente a Milano. Il marchese vi rimase poco tempo, sia perché insofferente ad una carica non consona all'unità del regno, sia perché Vittorio Emanuele II volle impiegare la sua esperienza in compiti più delicati e importanti. Dopo alcune settimane dall'investitura fu inviato, quindi, da Milano a Napoli, capitale del Regno delle due Sicilie.

### Ambasciatore a Napoli (1860-1861)

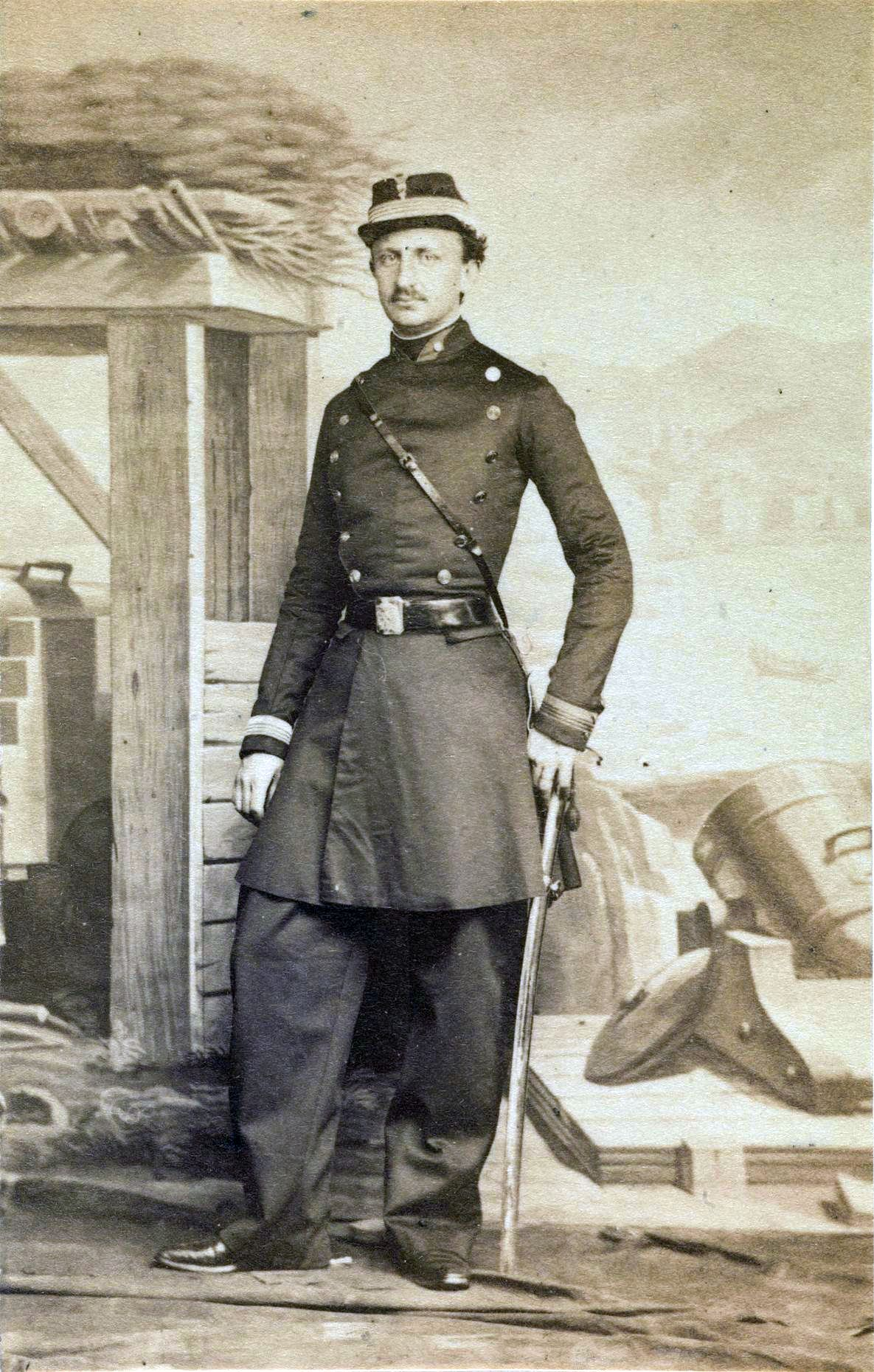
Francesco II di Borbone rifiutò la proposta di Villamarina di una lega fra Torino e Napoli. Ci ripensò, troppo tardi, dopo lo sbarco di Garibaldi in Sicilia.

Inizialmente Villamarina esitò ad accettare l'incarico data la fama di illiberale del nuovo re Francesco II di Borbone, il quale, d'altro canto, era prevenuto nei confronti del Marchese per i suoi precedenti in Toscana.
Dopo le insistenze di Vittorio Emanuele II, tuttavia, Villamarina accettò e nel gennaio 1860 partì per Napoli con il compito di assumere la carica di ambasciatore del Regno di Sardegna. In principio il suo compito fu di procedere con dignità e prudenza fra le varie fazioni liberali e filoborboniche, avendo come scopo l'avvicinamento dei due governi nazionali e dei due popoli del meridione e del settentrione d'Italia.
Tale progetto di alleanza, che aveva come obiettivo finale quello di consolidare il fronte italiano contro lo straniero in Italia, fallì per l'estrema diffidenza di Francesco II. D'altro canto Villamarina comunicò a marzo, a Cavour, di aver scoperto un complotto, nel quale anche Napoleone III aveva la sua parte, che prevedeva un intervento dell'esercito borbonico nelle Marche. Tale azione, che sarebbe avvenuta in complicità con lo Stato Pontificio, avrebbe messo in pericolo le recenti vittorie politiche del Piemonte in Italia centrale. Il Marchese protestò violentemente con il governo di Napoli, mantenendosi pronto a tornare a Torino nel caso l'intervento armato si fosse realizzato. L'azione alla fine non ebbe luogo, probabilmente grazie anche alle rimostranze di Villamarina.

#### Verso l'impresa dei Mille
Si preparava, intanto, la Impresa dei Mille e Cavour, il 30 marzo 1860, espresse preoccupazione a Villamarina sul ruolo futuro della Francia e sulla possibilità che aveva il Piemonte di annettersi pacificamente, dopo la Toscana, anche il Regno delle due Sicilie.
Il 14 aprile il Marchese rispose che le masse napoletane si pronunciavano contro la Francia e che quindi quest'ultima aveva poca o nessuna possibilità di prendere in mano la situazione nel Sud. Quanto all'annessione pacifica, Villamarina rispose negativamente: Francesco II aveva l'esercito dalla sua parte e il governo la forza di contrastare agevolmente la popolazione. Tuttavia, sfruttando il movimento annessionista presente in Sicilia, suggeriva il Marchese, dopo aver trionfato a Palermo, sarebbe stato possibile trionfare anche a Napoli. Sui rapporti internazionali e sulle eventuali reazioni delle potenze straniere Villamarina segnalò che la Russia avrebbe potuto avere una reazione negativa. Tuttavia egli era anche persuaso che essa avrebbe accettato tutto data l'avversione che aveva per l'Austria (la nazione più vicina ai Borbone). La Gran Bretagna invece non rappresentava alcun pericolo: un plebiscito dopo l'annessione avrebbe tranquillizzato il governo di Londra.

#### Contro la Lega sardo-napoletana
Sbarcati l'11 maggio 1860 i garibaldini a Marsala, ribellatasi la Sicilia, la corte borbonica iniziò a fare concessioni liberali e a riparlare dell'alleanza con il Piemonte precedentemente osteggiata.
Villamarina, che pure riscontrava l'impossibilità di non parlarne, sollecitò il ministro degli Esteri napoletano Giacomo De Martino (1811-1877) ad allontanare dalla corte la regina madre Maria Teresa e coloro che cospiravano con l'Austria e con lo Stato Pontificio. Si trattava in realtà, visto il successo della rivoluzione siciliana, di espedienti per prendere tempo e rendere impossibile l'attuazione della lega. Villamarina le era, infatti, decisamente avverso e la sconsigliò al governo di Torino anche quando Francesco II di Borbone sembrò rassegnarsi a perdere la Sicilia. Ne parlò con estrema decisione in una lettera del 22 luglio a Cavour.

#### Il piano di Cavour di rivolta a Napoli

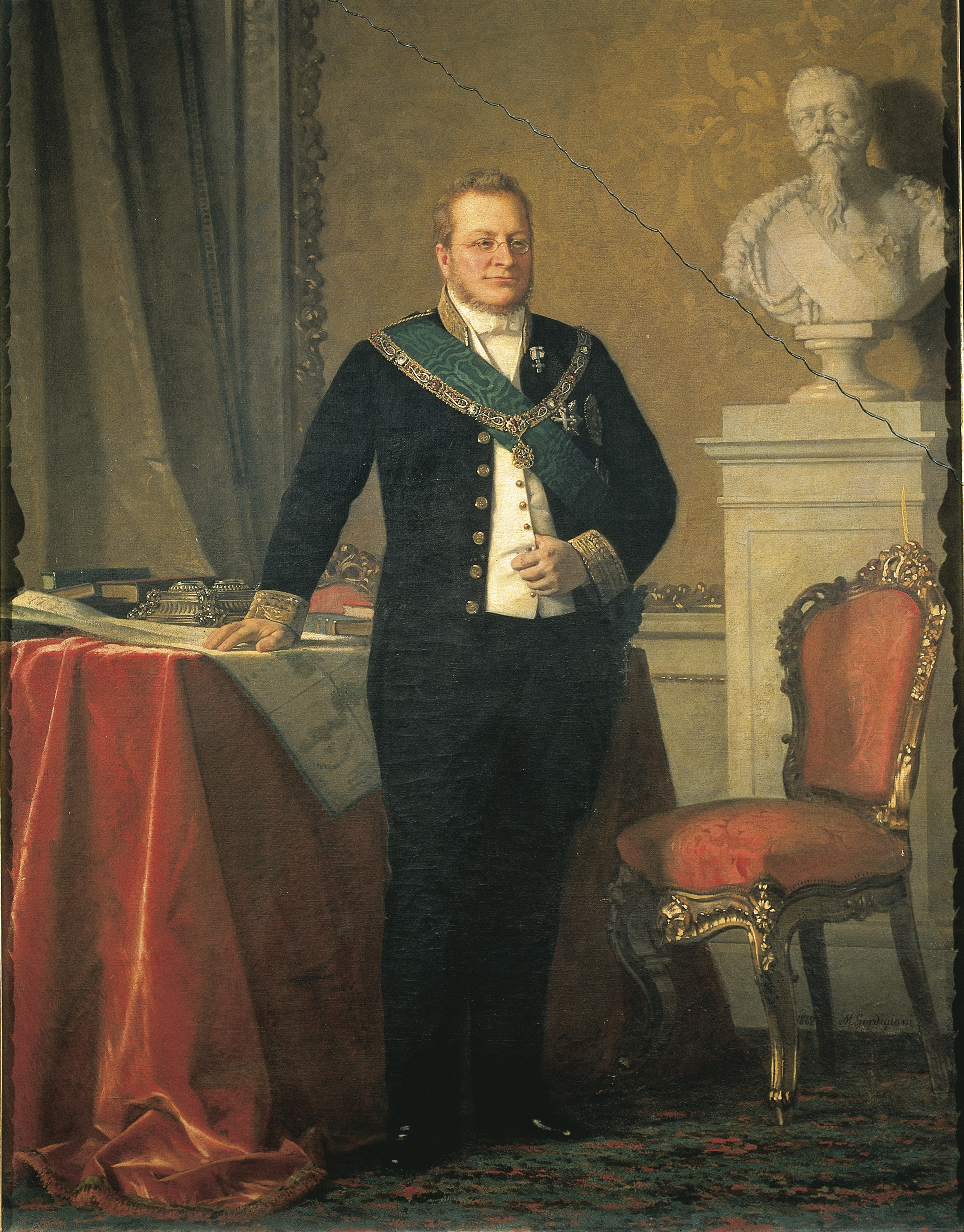
Camillo Benso, conte di Cavour.

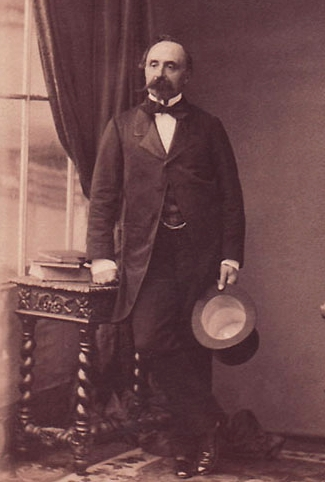
Villamarina non approvò un piano di sollevazione a Napoli organizzato da Cavour, che fallì.

Inizialmente scettico su di una eventuale ribellione nella capitale del Regno delle due Sicilie, Cavour cominciò a pensarne diversamente alla fine di luglio del 1860, nei giorni in cui Garibaldi, conquistata la Sicilia, si apprestava a sbarcare in Calabria. Era successo che il generale napoletano Alessandro Nunziante si era messo a disposizione di Vittorio Emanuele II.
Il Conte comunicò allora a Villamarina un piano di rivolta popolare che avrebbe dovuto consegnare la capitale del Regno delle due Sicilie a Vittorio Emanuele e non a Garibaldi, di cui temeva derive mazziniane. Al riguardo invece Villamarina, il 23 luglio, gli aveva scritto una lettera che avrebbe dovuto rassicurarlo.
Nonostante le idee di Villamarina, il piano del Conte andò avanti: gli uomini designati alla sua realizzazione furono l'ammiraglio Carlo Pellion di Persano, il patriota beneventano Nicola Nisco, il generale Nunziante e il ministro liberale napoletano Liborio Romano.
Villamarina, che aveva costruito una rete di agenti di cui era il riferimento, dopo l'arrivo di Persano a Napoli, avvenuto il 3 agosto 1860, si affrettò ad avvisare Cavour che Nisco aveva una cattiva reputazione, che Nunziante non aveva alcun ascendente sulle truppe e che Liborio Romano era ancora indeciso se prendere o meno la strada dei Savoia. «A rigore», concludeva Villamarina sul moto di ribellione, «si potrebbe anche sollevarlo a Napoli, ma bisognerebbe tenere conto del fatto che, entro sei ore, avremmo addosso 40.000 uomini e verrebbe sparso un fiume di sangue, senza certezza di successo».
Dopo questa lettera del Marchese, nella corrispondenza che aveva direttamente con gli agenti, Cavour raccomandò di ascoltare Villamarina, ma di attenersi in caso di perplessità alle istruzioni di Persano. Il piano, tuttavia, alla fine fallì, poiché il ministro degli Esteri napoletano De Martino svelò al re le intenzioni di Nunziante che fu costretto alla fuga, mentre Liborio Romano non mostrò mai alcuna volontà di schierarsi apertamente con la causa sabauda.
Per nulla scoraggiato Cavour, il 27 agosto 1860, scrisse ancora a Villamarina su di un colpo di mano militare da attuarsi per evitare la presa di potere di Garibaldi. Ma gli eventi precipitarono: Francesco II lasciò Napoli e il generale, il 7 settembre, vi entrò da trionfatore.
Tre giorni dopo, tuttavia, viste le pacifiche intenzioni di Garibaldi riguardo a casa Savoia, Cavour si congratulò con Villamarina attraverso una lettera nella quale si dichiarò entusiasta della svolta che avevano preso gli eventi nel Sud. Il 17 settembre, poi, un gruppo di liberali napoletani capeggiati da Antonio Ranieri consegnarono al Marchese un attestato di gratitudine per il lavoro svolto in quella delicata fase storica e numerosi altri riconoscimenti gli vennero tributati da varie città meridionali.

#### Garibaldi e la battaglia del Volturno

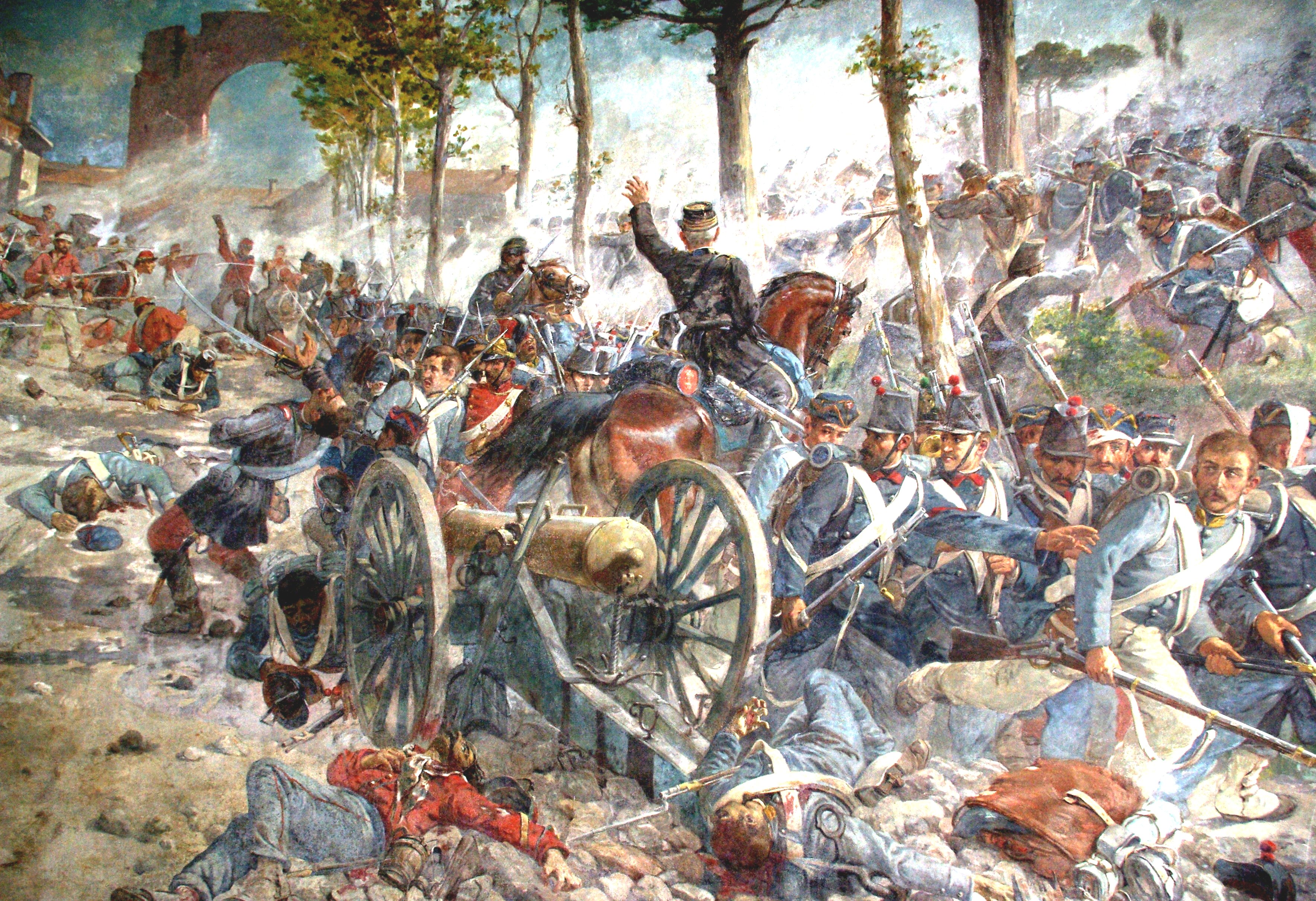
La Battaglia del Volturno alla quale parteciparono truppe piemontesi che Villamarina, contravvenendo agli ordini di Cavour, concesse a Garibaldi.

Durante la luogotenenza di Garibaldi o, come veniva chiamata, la sua “dittatura”, Villamarina intrattenne con il generale ottimi rapporti, ma non si tirò indietro quando all'esposizione dei suoi progetti di prendere Roma e il Veneto ne riferì a Cavour, allertandolo. Tali azioni avrebbero infatti gravemente nociuto alle relazioni del Piemonte con le corti europee dove già si lamentava una segreta complicità tra casa Savoia e Garibaldi.
Il Regno di Sardegna era, infatti, nella disputa fra Regno delle due Sicilie e garibaldini ufficialmente neutrale. La posizione di Villamarina era quindi delicatissima. Ciononostante il Marchese si dotò di un reparto di truppe piemontesi, il quale, senza prendere parte ai combattimenti, contribuiva a mantenere l'ordine a Napoli. Per evitare problemi diplomatici Villamarina chiese e ottenne da Garibaldi una lettera nella quale si chiedeva lo sbarco di tali truppe. Il documento sarebbe stato esibito nel caso una potenza straniera avesse chiesto spiegazioni sulla presenza delle truppe piemontesi.
Cavour, d'altro canto, con una lettera del 17 settembre 1860 all'ambasciatore, disponeva la completa neutralità di tali truppe annunciandone l'arrivo del comandante, che avrebbe agito sotto la direzione di Villamarina.
Pur dimostrando cautela, ma contravvenendo agli ordini ricevuti, Villamarina dapprima fornì al generale garibaldino Enrico Cosenz alcuni artiglieri che distrussero una postazione di cannoni borbonici, e poi, nella confusione delle notizie succedutesi alle prime fasi della Battaglia del Volturno, vinse ogni indecisione e concesse a Garibaldi due compagnie di Bersaglieri e due di fanti. Questi reparti, al comando del colonnello Santa Rosa mossero fra la mezzanotte e le due del 2 ottobre 1860 alla volta di Caserta e dalla mattina parteciparono alle fasi conclusive e vittoriose dello scontro.
Dopo la Battaglia del Volturno Garibaldi dichiarò «Oh! Questa volta vedo chiaramente che il Piemonte è sincero e che i Piemontesi sono veri fratelli». Egli scrisse a Vittorio Emanuele II e lo invitò nella ex capitale borbonica mostrandosi lietissimo che altre truppe piemontesi fossero in procinto di arrivarvi; contemporaneamente Villamarina imbarcava la delegazione della municipalità di Napoli verso Livorno e per la strada di Ancona dove avrebbe incontrato Vittorio Emanuele. Il successo politico consentì a Villamarina di scrivere già il 5 ottobre a Cavour: ammise di aver agito contro gli ordini ricevuti, ma dichiarò anche che Garibaldi era ormai dalla parte del Piemonte e che l'annessione del Regno delle due Sicilie era cosa fatta.

#### La riconoscenza di Vittorio Emanuele II
Re Vittorio Emanuele II volle personalmente ringraziare Villamarina del lavoro svolto e lo incontrò a Giulianova, lungo il percorso del suo viaggio verso Napoli, nell'ottobre 1860. In quei giorni il Marchese si incontrò anche con Luigi Carlo Farini che gli comunicò di prendere la luogotenenza di tutte le province meridionali, facendogli così capire che il suo compito era terminato. Preceduto di qualche giorno il re a Napoli, il 9 novembre 1860, Villamarina ricevette la più alta onorificenza di Casa Savoia, l'Ordine supremo della Santissima Annunziata. Quasi contemporaneamente il Decurionato della città di Napoli gli conferiva la cittadinanza onoraria.

### Gli ultimi tempi (1861-1877)
Gli importanti impegni sostenuti da Villamarina, gli impedirono, fino al 6 febbraio 1861 di giurare per la nomina a senatore che aveva ricevuto nel 1856. Trasferita la capitale del Regno prima a Firenze e poi a Roma, egli interveniva raramente alle sedute, non mancando però nelle occasioni solenni. Fra i suoi discorsi si ricordano quello per il trasferimento immediato della capitale a Roma (gennaio 1871) e quello contro la Legge delle Guarentigie (aprile 1871).
Offertagli dal Re in persona, nell'aprile 1862, Villamarina accettò la carica di prefetto di Milano; mansione che mantenne fino al febbraio del 1868. Durante questo periodo il Marchese affrontò nella sua provincia, negli anni 1865 e 1866, l'epidemia del “morbo Asiatico”, ricevendone un attestato di stima da parte della Commissione sanitaria.
Messo a riposo da prefetto dal ministro degli Interni Cadorna, nel 1868 tornò a Torino. Qui, instancabile, fu consigliere comunale, consigliere dell'amministrazione dell'ospedale della città, presidente del consiglio dei veterani del 1848-49, presidente del circolo torinese per la Lega italiana di insegnamento. Fu attivo fino all'ultimo: morì improvvisamente il 14 maggio 1877, nelle stesse ore in cui la Camera dei deputati a Roma riceveva da Torino una petizione a sua firma a favore dei veterani del Risorgimento.

## Onorificenze

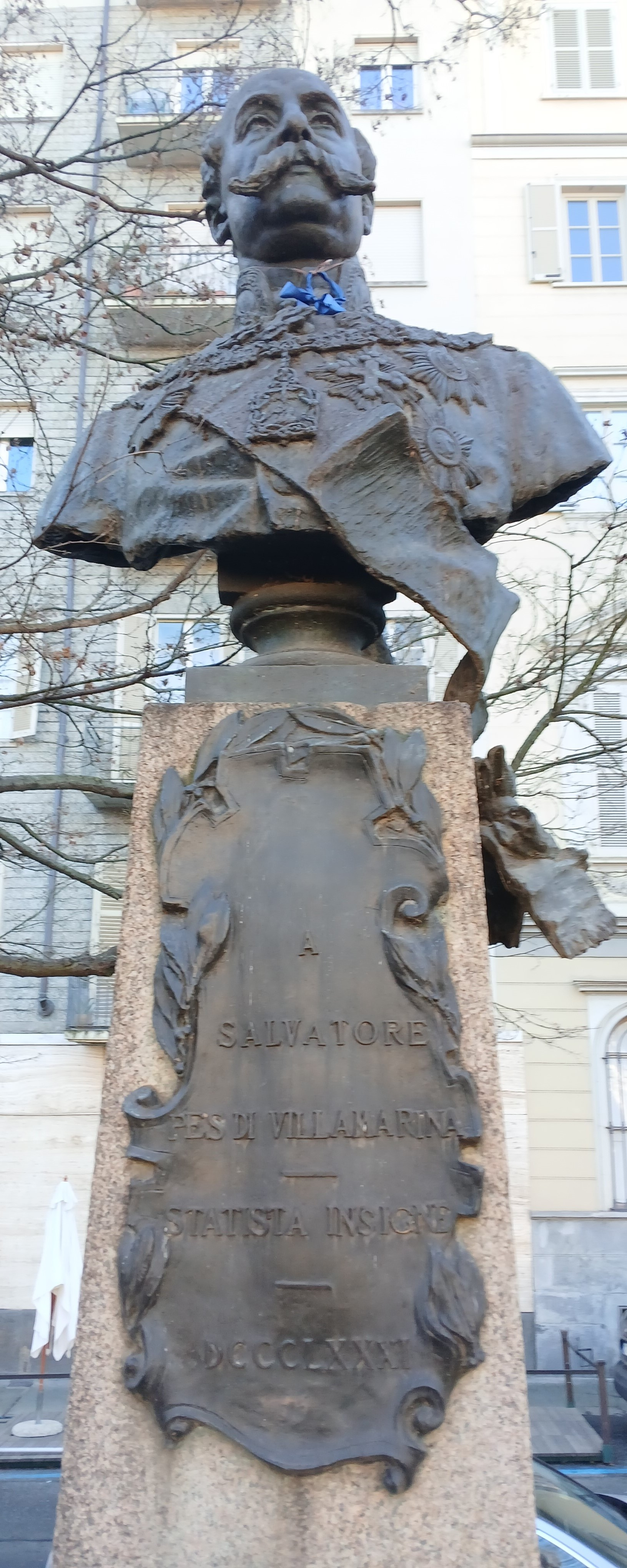
Busto di Villamarina nel giardino aiuola Balbo a Torino

Grazie alla sua attività di diplomatico Villamarina ottenne le seguenti onorificenze: